# Западный Тянь-Шань
Западный Тянь-Шань (каз. Батыс Тәңір тауы; кирг. Батыш Ала-Тоо, Батыш Теңир-Тоо; тадж. Тиён-Шони Ғарбӣ; узб. G'arbiy Tyan Shan) — западная часть горной системы Тянь-Шань. Располагается на территории Кыргызстана, Казахстана, Узбекистана и Таджикистана.
Западный Тянь-Шань входит в списки природных объектов Всемирного наследия ЮНЕСКО в Казахстане, Кыргызстане и Узбекистане.

## Физико-географическая характеристика
К Западному Тянь-Шаню относятся Киргизский хребет, Таласский Ала-Тоо, Чаткальский хребет, Чандалашский хребет, Коксу, Кураминский хребет, Пскемский хребет, Угамский хребет, Каржантау и Каратау.
Хребты образованы из осадочных, метаморфических и вулканических пород периодов протерозоя и палеозоя: глинистых минералов, известняка, песчаников, мрамора, гнейсов, гранитов, сланцев, экструзионных пород и т. д.).
Формирование горных хребтов проходило во время герцинского горообразования. В дальнейшем западная часть Тянь-Шаня подверглась процессу выравнивания. Поэтому по мере продвижения с востока на запад хребты постепенно понижаются от 4500—5000 м до 3500—4000 м, а высота вершин Каратау не превышает 2176 м.
Недра богаты полезными ископаемыми. В палеозойских и протерозойских породах обнаружены полиметаллические руды (в том числе минералы свинца, железа, молибдена, ванадия), фосфориты. В межгорных долинах в мезозойских и кайнозойских отложениях располагаются месторождения нефти, бурого и каменного угля. Организованы добыча каолина и производство строительных материалов.
В Западном Тянь-Шане начинаются реки Чу, Талас и Сырдарья.
Ввиду удалённости от океанов климат резко континентальный. Средняя температура воздуха в юго-западных предгорьях составляет —3…−5 °C в январе и 20—25 °C в июле. Средняя температура в верхнем поясе — —10…—15 °C в январе и 10—15 °C в июле. Среднегодовое количество осадков составляет 150—450 мм у подножия горных долин, 450—800 мм на средних высотах и 800—1600 мм на больших высотах.
Отчётливо выражена высотная поясность ландшафтов: полупустыни и пустынные степи сменяются горно-степным поясом; выше располагаются луговые степи, кустарниковые заросли и лиственные леса; субальпийские и альпийские луга распространены в основном на севере и не образуют сплошного покрова. На высоте 3600—3800 м — ландшафты нивально-гляциального пояса.
В горных долинах и склонах развиты орошаемое земледелие и животноводство.

## Хребты
В состав Западного Тянь-Шаня входит более десятка горных хребтов:
| Название                | Государство             | Макс.высота (метров над уровнем моря) | Протяжённость (км) | Площадь ледников (км²) |
| ----------------------- | ----------------------- | ------------------------------------- | ------------------ | ---------------------- |
| хр. Пскемский           | Кыргызстан, Узбекистан  | 4299                                  | 160                | 80                     |
| хр. Угамский            | Казахстан, Узбекистан   | 4229                                  | 109                | 40                     |
| хр. Чаткальский         | Кыргызстан, Узбекистан  | 4503                                  | 241                | 10                     |
| хр. Атойнокский         | Кыргызстан              | 3897                                  | 74                 | 10                     |
| хр. Чандалаш (Сандалаш) | Кыргызстан, Узбекистан  | 3258                                  | 77                 | 3                      |
| хр. Кураминский         | Таджикистан, Узбекистан | 3169                                  | 184                | 0                      |
| хр. Казыкурт (Казыгурт) | Казахстан               | 1768                                  | 35                 | 0                      |
| хр. Боралдайтау         | Казахстан               | 1425                                  | 67                 | 0                      |
| хр. Каратау             | Казахстан               | 2176                                  | 420                | 0                      |
| горы Алтынтопкан        | Таджикистан             | 1156                                  | 27                 | 0                      |
| хр. Карамазор           | Таджикистан             | 2071                                  | 32                 | 0                      |
| хр. Узунахматтау        | Кыргызстан              | 4165                                  | 37                 | 0                      |
| хр. Колбатау            | Кыргызстан[уточнить]    | 4000                                  | 28                 | 0                      |
| хр. Коржантау           | Казахстан, Узбекистан   | 2834                                  | 65                 | 0                      |
| хр. Коксуйский          | Кыргызстан, Узбекистан  | 3461                                  | 62                 | 0                      |
| хр. Таласский Алатау    | Казахстан, Кыргызстан   | 4482                                  | 270                | 170                    |

## Охрана природы
На территории Западного Тянь-Шаня организовано несколько природоохранных зон:
- В Казахстане — Каратауский заповедник, Аксу-Жабаглинский заповедник, Сайрам-Угамский национальный парк[6].
- В Узбекистане — Чаткальский заповедник[7].
- В Кыргызстане — Сары-Челекский заповедник, Беш-Аральский государственный заповедник, Падышатинский государственный заповедник[8].

## Всемирное наследие ЮНЕСКО
17 июля 2016 года в ходе заседания Комитета Всемирного наследия ЮНЕСКО в общий список был включён трансграничный природный объект «Западный Тянь-Шань». Отныне Западный Тянь-Шань присутствует в списках объектов Всемирного наследия ЮНЕСКО в Казахстане, Узбекистане и Кыргызстане.